# Christa Mulack

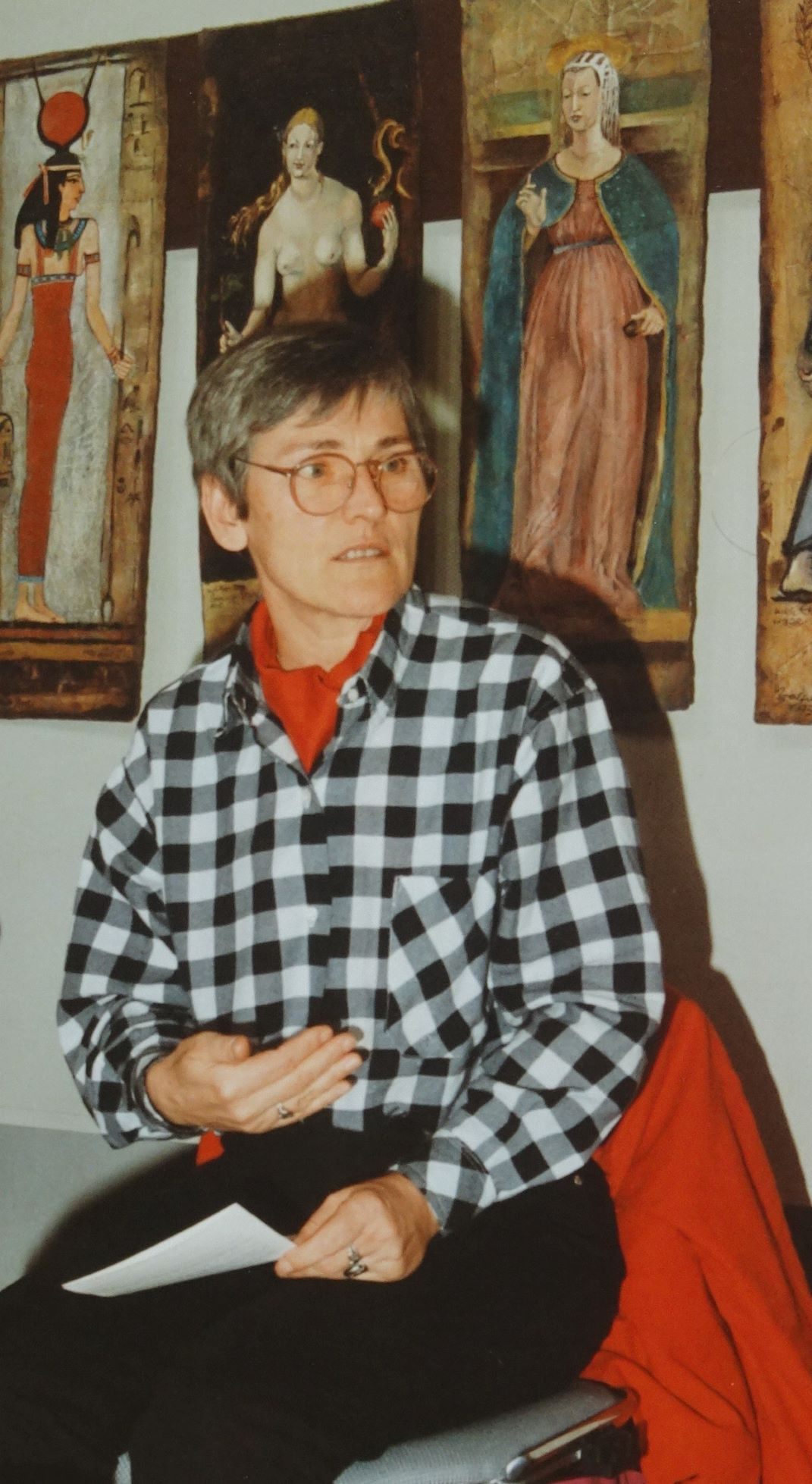
Christa Mulack 1996

Christa Mulack (* 30. Oktober 1943 in Hamburg; † 22. Juli 2021) war eine deutsche feministische Theologin, Pädagogin und Buchautorin. Sie verstand sich als Patriarchatskritikerin.

## Leben
Nach einer Lehrzeit bei der Sparkasse Hamburg studierte Mulack evangelische Theologie, Psychologie, Soziologie und Erziehungswissenschaften. Während ihrer Lehrtätigkeit an einem Gymnasium promovierte sie 1982. Ab 1984 war Mulack freiberuflich als Autorin und Dozentin tätig. An mehreren Universitäten und Kirchlichen Hochschulen nahm sie Lehraufträge im Fach Feministische Theologie wahr.

## Werk
Mit ihrer Dissertation Die Weiblichkeit Gottes (1983) wurde Christa Mulack als feministische Theologin bekannt. Darauf aufbauend folgten Maria – die geheime Göttin im Christentum (1985) und Jesus – der Gesalbte der Frauen (1987). Sie stützte sich bei der Wahl ihres theoretischen und methodischen Instrumentariums auf die Geschlechtertypologie von C. G. Jung und die Kabbala.
Mulack unternahm in ihrem Werk den Versuch, die Bibel von patriarchalen Überschreibungen der letzten 2000 Jahre zu befreien. Sie behielt die christlichen Symbole bei, wollte das Christentum feministisch reformieren und ein Matriarchat aus dem Urgrund der Bibel rekonstruieren, indem sie matriarchale Spuren früherer Überlieferungen text- und ideologiekritisch hypothetisch rekonstruierte. Jesus ist bei ihr der Prototyp des Anima-integrierten Mannes und matriarchalen Menschen und steht an der Schnitt-/Nahtstelle von Matriarchat und Patriarchat.

„Mit dieser Reinstituierung des Bildes der Mutter und ihres Sohngeliebten, das über einen langen Zeitraum alle Religionen durchzieht, knüpft Jesus an die matriarchalische Welt wieder an, in der die Vorstellung geprägt worden war.“

In diesem Deutungsmuster verstand Mulack  in Jesus – Der Gesalbte der Frauen Maria Magdalena als Göttin und Jesus als ihren „Sohngeliebten“. Nach ihrer Lesart weisen die Salbungsgeschichten im Neuen Testament deutliche Parallelen zu Ritualen um die Magna Mater und ihres Heros auf, wie sie von Heide Göttner-Abendroth als Grundmuster matriarchaler Religionen postuliert werden. Dabei ging Mulack davon aus, dass Frauen über Jahrtausende bis heute einen Rest matriarchaler Vernunft bewahrt hätten, wodurch sie erst zu Neuem fähig wären.
In ihrem thematisch anders gelagerten Buch … und wieder fühle ich mich schuldig (1993) widmete sich Mulack der Aufarbeitung von angeblich bei Frauen typischen Schuldgefühlen, denen sie gesellschaftliche Ursachen zuschreibt.
In Klara Hitler – Muttersein im Patriarchat (2005) beschrieb sie die patriarchale Familie als „Steigbügelhalter des Dritten Reiches“ und Klara Hitler als Prototyp einer patriarchalen Mutter.

## Kritik
Christa Mulack beurteilte das Christentum aus revisionistischer Sicht, der zufolge Spuren spirituell-weiblicher Inhalte der Religion unterdrückt worden seien. Insbesondere männliche Theologen lehnen diese Thesen jedoch ab. Zudem wird gegen Mulacks Bibelinterpretation und Bibelkritik, die sich auch das Infragestellen dogmatischer Narrative erlaubt, die das antike Judentum betreffen, ein genereller Antisemitismusvorwurf erhoben. Der Vorwurf wurde auch gegen andere Patriarchatskritikerinnen wie Gerda Weiler und Elga Sorge erhoben und bezieht sich insbesondere auf Mulacks These, dass der gewaltsam erzwungene Wandel von der Verehrung ursprünglich matriarchaler, weiblicher Gottheiten zum oktroyierten Bild des monotheistischen Vatergottes in den abrahamitischen Religionen dem antiken Judentum geschuldet sei.

## Schriften
- Die Weiblichkeit Gottes. Matriarchale Voraussetzungen des Gottesbildes. Kreuz, Stuttgart 1983; 6. A. ebd. 1992, ISBN 3-7831-0701-6 (= Diss. Uni Dortmund)
- Maria – die geheime Göttin im Christentum. Kreuz, Stuttgart 1985; Pomaska-Brand, Schalksmühle 2005, ISBN 3-935937-24-5
- Jesus – der Gesalbte der Frauen. Weiblichkeit als Grundlage der christlichen Ethik. Kreuz, Stuttgart 1987; 2. A. ebd. 1990, ISBN 3-7831-0875-6
- Im Anfang war die Weisheit. Die Wiederentdeckung eines weiblichen Gottesbildes. Kreuz, Stuttgart 1988; Pomaska-Brand, Schalksmühle 2004, ISBN 3-935937-15-6
- Natürlich weiblich. Die Heimatlosigkeit der Frau im Patriarchat. Kreuz, Stuttgart 1990; Pomaska-Brand, Schalksmühle 2004, ISBN 3-935937-28-8
- … und wieder fühle ich mich schuldig. Ursache und Lösung eines weiblichen Problems. Kreuz, Stuttgart 1993; Pomaska-Brand, Schalksmühle 2008, ISBN 978-3-935937-58-0
- Das Mädchen ohne Hände. Wie eine Tochter sich aus der Gewalt des Vaters befreit. Kreuz, Zürich 1995, ISBN 3-268-00176-9 (Reihe „Weisheit im Märchen“)
- Die Wurzeln weiblicher Macht. Kösel, München 1996; Pomaska-Brand, Schalksmühle 2006, ISBN 3-935937-43-1
- Religion ist zu wichtig, um sie den Männern zu überlassen. Die Göttin kehrt zurück. Kreuz, Stuttgart 1998, ISBN 3-7831-1603-1
- Auf den Spuren der Göttin, 1992, ISBN 3929274019
- Etwas so Unvorstellbares. Sexueller Missbrauch und das Schweigen der Mütter. Kreuz, Stuttgart 1999, ISBN 3-7831-1682-1
- Klara Hitler. Muttersein im Patriarchat. Göttert, Rüsselsheim 2005, ISBN 3-922499-80-5
- Der Mutterschaftsbetrug. Vom Unwert zum Mehrwert des Mutterseins. Web-Site, Ebersdorf 2006, ISBN 3-935982-72-0
- Maria Magdalena. Apostelin der Apostel – die Frau, die das All kennt. Pomaska-Brand, Schalksmühle 2007, ISBN 978-3-935937-50-4
- Der veruntreute Jesus. Die Botschaft Jesu vom „Reich der Königin“. Pomaska-Brand, Schalksmühle 2009, ISBN 978-3-935937-62-7
- Gewalt im Namen Gottes. Ursachen und Hintergründe im biblischen Monotheismus. Tectum, Marburg 2016, ISBN 978-3-8288-3641-9
- Antisemitismus und Frauenfeindlichkeit. Zwei Seiten einer Medaille und ihr biblischer Ursprung. Fachbuch BoD  2021, ISBN 978-3-7534-7417-5